# Bentley's Miscellany
Pour les articles homonymes, voir Bentley.
Bentley's Miscellany est une revue littéraire anglaise créée par Richard Bentley, qui a paru de 1836 à 1868 et à laquelle ont collaboré de nombreux écrivains.
Charles Dickens (1812-1870) est son premier rédacteur en chef et y publie en feuilleton son deuxième roman Oliver Twist, mais se fâche bientôt avec Bentley en raison de divergences éditoriales concernant cet ouvrage dont il rachète les droits et quitte la maison en 1839.
La revue est alors confiée à William Harrison Ainsworth (1805-1882) qui en garde la direction pendant trois ans, puis dix années plus tard en devient propriétaire après l’avoir rachetée à Bentley. Ce dernier la rachète à Ainsworth en 1868 et l’associe au Temple Bar Magazine (en).
Outre Dickens et Ainsworth, de nombreux auteurs ont été publiés dans le Bentley’s Miscellany, dont Wilkie Collins (1824-1889), Catharine Sedgwick, Richard Brinsley Peake, Thomas Moore (1779-1852), Thomas Love Peacock (1785-1856), William Mudford (1782-1848), Mrs. Henry Wood (1814-1887), Charles Robert Forrester (1803-1850), Frances Minto Elliot (1820-1896), Albert Smith, Richard Barham et Edgar Allan Poe (1809-1849).
La revue a également ouvert ses pages au dessinateur George Cruikshank, et au caricaturiste John Leech qui y a publié de nombreux dessins avant de devenir un éminent contributeur du magazine Punch.

### Volumes I à X
dont en exemplaires numériques sur Google Books :
- les volume I,
- volume II,
- volume V,
- volume VIII,
- volume IX.

### Volumes XI à XX
- dont le volume XVI en exemplaire numérique sur Google Books.

### Volumes XXI à XXX
- dont le XXII en exemplaire numérique sur le même support.

### Volumes XXXI à XL
- dont le XXXI en exemplaire numérique ibidem.

### Volumes XLI à L
dont ibidem les :
- volume XLIV,
- XLV,
- XLVII.

### Volumes LI à LX
dont ibid. les :
- volume LI,
- LIX.